# Emilio Doveri
Emilio Doveri (Buti, 27 agosto 1955) è un allenatore di calcio ed ex calciatore italiano, di ruolo difensore.

## Carriera

### Calciatore
Debutta in Serie D nel 1976 con la Cerretese, con cui approda in Serie C2 nel 1978.
Dopo un altro anno in Serie C2 a Siena, passa all'Arezzo con cui vince il campionato di Serie C1 1981-1982 e disputa le due stagioni seguenti in Serie B, totalizzando 56 presenze in serie cadetta.
Disputa il campionato di Serie C1 1985-1986 con la maglia della Ternana.

### Collaboratore tecnico
Conclusa la carriera agonistica è rimasto nel mondo del calcio. Dal 1989 al 1993 è stato osservatore per l'Udinese, nei due anni successivi per l'Inter e poi per il Padova.
Dal 2003 affianca come vice l'allenatore Massimiliano Allegri, alla guida di Aglianese, Spal e Grosseto. Dopo un anno nello staff tecnico del Lecco, torna al fianco di Allegri in tutte le sue successive esperienze: Sassuolo, Cagliari, Milan e Juventus, con l'incarico di collaboratore tecnico-tattico ed osservatore di fiducia anche in campo internazionale.

## Palmarès

### Club

#### Competizioni nazionali
- Serie C1: 1

Arezzo: 1981-1982
- Coppa Italia Semiprofessionisti: 1

Arezzo: 1980-1981